# Липовшек, Марьяна
Марьяна Липовшек (словен. Marjana Lipovšek; 3 декабря 1946, Любляна) — словенская оперная певица (меццо-сопрано).

## Биография
Дочь композитора и пианиста Марьяна Липовшека (1910—1995), ректора Люблянской музыкальной академии в 1968—1970 годах. Окончила в родном городе музыкальную школу по классу фортепиано. В 1970-1977 годах училась вокалу в Университете музыки и театра в Граце, в 1978 году — в Оперной студии в Вене.
В 1979 году дебютировала в Венской государственной опере, с 1981 года пела в Гамбургском оперном театре, в Мюнхенской опере. Выступала на крупнейших оперных сценах Германии, пела в театрах и на фестивалях в Барселоне, Зальцбурге, Милане, Флоренции, Лондоне, Эдинбурге, Праге, Чикаго, Нью-Йорке, Сан-Франциско.
Вокальные партии Липовшек использованы в фильмах Яков лжец (1999) и Серая зона (2001), она снималась на телевидении в постановках опер Рихарда Вагнера и Рихарда Штрауса.
Живёт в Вене и Зальцбурге.

## Репертуар
Пела в операх Монтеверди, Моцарта, Вагнера, Мусоргского, Бородина, Верди, Бизе, Берга, Бартока, Энеску, Церхи, Пендерецкого и др., исполняла в концертах Баха, Шуберта, Шумана, Брамса, Вольфа, Малера, Шёнберга, Стравинского.

## Творческие контакты
Работала с такими дирижёрами, как Клаудио Аббадо, Николаус Арнонкур, Даниэль Баренбойм, Гари Бертини, Михаэль Гилен, Кристоф фон Донаньи, Эндрю Дэвис, Колин Дэвис, Вольфганг Заваллиш, Джеймс Ливайн, Лорин Маазель, Зубин Мета, Рикардо Мути, Кент Нагано, Сэйдзи Одзава, Гельмут Риллинг, Бернард Хайтинк, Чон Мён Хун, Георг Шолти, Петер Шрайер, Хорст Штайн.

## Признание
Словенская премия Прешерна (1988), Золотой почётный знак свободы Республики Словения (1994), золотая медаль Густава Малера (1996), Австрийский почётный знак За науку и искусство (2001) и др. награды. Почетный гражданин Любляны (2004).